# Sócrates Sidiropoulos
Sócrates Sidiropoulos (Ática, Grecia, 9 de marzo de 1947) es un pintor y escultor griego.

## Biografía
Desde que era muy joven, su madre le enseñó dibujo, arte, iconografía, frescos y mosaicos y enriqueció sus estudios con la iconología, la filosofía y la historia del arte. Fue discípulo del escultor Ossip Zadkine y, con sus profesores pintores Zoe Valsamis y Philopoemen Constantinidi profundizó en el arte occidental. Continuó sus estudios de escultura con el escultor Costas Valsamis y completó sus estudios en la Academia de la Grande Chaumière, en París, Francia.
Influenciado por Goya, Zurbarán,  ha producido pinturas clásicas. Fascinado por la tauromaquia, pintó diferentes escenas de corridas de toros. La figura humana ocupa el lugar principal en sus pinturas. Realizó también hermosas escenas de flamenco. Sus obras se encuentran en varios museos de todo el mundo.

## Estilo
Sócrates Sidiropoulos estuvo influenciado por grandes artistas como Goya, Zurbarán o Caravaggio, produciendo pinturas clásicas. Además, estuvo fascinado por la tauromaquia y pintó diferentes escenas de corridas de toros, pintando retratos de toreros como Manolete, Nimeño II y Paquirri.También pintó varias escenas de Flamenco y las calles de Paris.

## Obras
- Retrato Oriental, Göteborgs Konstmuseum, Göteborgs, Suecia.

- Manolete, Museo de Arte de El Salvador, El Salvador.

- Solimán el Magnífico, El Museo de Bellas Artes Pushkin de Moscú Estado, Moscú, Rusia.

- La Vuelta (Nimeño II), Nouveau Musée National de Monaco, Les Villas des Pins, Mónaco.

- El Artista y su Casa, Musée Communal des Beaux Arts d'Ixelles, Bruselas, Bélgica.